# Magdaléna Rybáriková
Magdaléna Rybáriková (Pöstyén, 1988. október 4. –) szlovák hivatásos teniszezőnő.
2005–2020 közötti profi pályafutása során négy egyéni és egy páros WTA-tornát nyert meg, emellett öt egyéni és egy páros ITF-tornagyőzelmet aratott. A Grand Slam-tornákon a legjobb eredménye egyéniben a 2017-es wimbledoni teniszbajnokságon elért elődöntő; párosban 2014-ben Wimbledonban ugyancsak elődöntőt játszott. Juniorként 2006-ban Wimbledonban a döntőben maradt alul Caroline Wozniackival szemben.
Legjobb egyéni világranglista-helyezése a 17. hely volt, ezt 2018. március 5-én érte el, párosban az 50. helyig jutott 2011. június 6-án. 2005–2015 között tagja volt Szlovákia Fed-kupa-válogatottjának.
2020. március 5-én bejelentette, hogy az áprilisban Budapesten rendezett Billie Jean King-kupa-finálé után visszavonul a profi tenisztől. A Fed-kupa-finálé a világjárvány miatt 2021-re lett halasztva, ezt azonban már nem várta meg és 2020. október végén hivatalosan is bejelentette visszavonulását.

## Junior Grand Slam döntői

### Egyéni

#### Elveszített döntői (1)
| Év   | Bajnokság | Borítás | Ellenfél           | Eredmény      |
| ---- | --------- | ------- | ------------------ | ------------- |
| 2006 | Wimbledon | Fű      | Caroline Wozniacki | 6–3, 1–6, 3–6 |

## WTA döntői

### Egyéni

#### Győzelmei (4)
| Összesítés           |                        |
| Grand Slam-torna (0) |                        |
| Tier I (0)           | Premier Mandatory* (0) |
| Tier II (0)          | Premier Five* (0)      |
| Tier III (0)         | Premier* (0)           |
| Tier IV (0)          | International* (4)     |
| Tier V (0)           | Challenger* (0)        |

* 2009-től megváltozott a tornák rendszere.
 Az egymás mellett azonos színnel jelölt tornatípusok között nincs teljes mértékű megfelelés.
| No. | Dátum              | Torna                                         | Borítás    | Ellenfél                    | Eredmény     | Megj. |
| --- | ------------------ | --------------------------------------------- | ---------- | --------------------------- | ------------ | ----- |
| 1.  | 2009. június 14.   | AEGON Classic, Birmingham, Egyesült Királyság | Fű         | Li Na                       | 6–0, 7–6(2)  |       |
| 2.  | 2011. február 19.  | Cellular South Cup, Memphis, Egyesült Államok | Kemény (f) | Rebecca Marino              | 6–2, feladta |       |
| 3.  | 2012. augusztus 4. | Citi Open, Washington, D.C., Egyesült Államok | Kemény     | Anasztaszija Pavljucsenkova | 6–1, 6–1     |       |
| 4.  | 2013. augusztus 4. | Citi Open, Washington, D.C., Egyesült Államok | Kemény     | Andrea Petković             | 6–4, 7–6(2)  |       |

#### Elveszített döntői (4)
|    | Dátum                | Torna                                              | Borítás    | Ellenfél a döntőben | Eredmény      |
| 1. | 2011. szeptember 24. | Guangzhou International Women’s Open, Kanton, Kína | Kemény     | Chanelle Scheepers  | 2–6, 2–6      |
| 2. | 2014. augusztus 23.  | Connecticut Open, New Haven, Egyesült Államok      | Kemény     | Petra Kvitová       | 4–6, 2–6      |
| 3. | 2017. október 15.    | Generali Ladies Linz, Linz, Ausztria               | Kemény (f) | Barbora Strýcová    | 4–6, 1–6      |
| 4. | 2018. június 24.     | Birmingham Classic, Birmingham, Egyesült Királyság | Fű         | Petra Kvitová       | 6–4, 1–6, 2–6 |

### Páros
| Összesítés           |                        |
| Grand Slam-torna (0) |                        |
| Tier I (0)           | Premier Mandatory* (0) |
| Tier II (0)          | Premier Five* (0)      |
| Tier III (0)         | Premier* (0)           |
| Tier IV (0)          | International* (1)     |
| Tier V (0)           | Challenger* (0)        |

* 2009-től megváltozott a tornák rendszere.
 Az egymás mellett azonos színnel jelölt tornatípusok között nincs teljes mértékű megfelelés.

#### Győzelmei (1)
|    | Dátum          | Torna                                       | Borítás | Partner          | Ellenfél a döntőben              | Eredmény |
| 1. | 2012. május 5. | Budapest Grand Prix, Budapest, Magyarország | Salak   | Janette Husárová | Eva Birnerová Michaëlla Krajicek | 6–4, 6–2 |

#### Elveszített döntői (1)
|    | Dátum             | Torna                               | Borítás | Partner            | Ellenfél a döntőben                | Eredmény |
| 1. | 2010. október 25. | Tashkent Open, Taskent, Üzbegisztán | Kemény  | Alexandra Dulgheru | Alekszandra Panova Taccjana Pucsak | 3–6, 4–6 |

## ITF-döntői

### Egyéni: 16 (9–7)
| $100,000 torna |
| $75,000 torna  |
| $50,000 torna  |
| $25,000 torna  |
| $10,000 torna  |

| Eredmény | No. | Dátum                | Torna                                    | Borítás     | Ellenfél a döntőben | Eredmény a döntőben |
| -------- | --- | -------------------- | ---------------------------------------- | ----------- | ------------------- | ------------------- |
| Döntős   | 1.  | 2005. március 27.    | Ain Sukhna, Egyiptom                     | Salak       | Monica Niculescu    | 3–6, 4–6            |
| Győztes  | 1.  | 2005. április 9.     | Kairó, Egyiptom                          | Salak       | Sarah Raab          | 6–1, 6–3            |
| Döntős   | 2.  | 2005. augusztus 14.  | Hechingen, Németország                   | Salak       | Kirsten Flipkens    | 4–6, 3–6            |
| Győztes  | 2.  | 2005. szeptember 17. | Mestre, Olaszország                      | Salak       | Nagy Kira           | 6–2, 7–5            |
| Döntős   | 3.  | 2007. február 18.    | Průhonice–Prága, Csehország              | Szőnyeg (f) | Petra Kvitová       | 5–7, 6–7(2)         |
| Döntős   | 4.  | 2007. december 9.    | Přerov, Csehország                       | Kemény (f)  | Petra Kvitová       | 5–7, 3–6            |
| Győztes  | 3.  | 2008. március 22.    | Szentpétervár–Vszevolozsszk, Oroszország | Kemény (f)  | Anna Lapuscsenkova  | 6–4, 6–2            |
| Győztes  | 4.  | 2008. április 5.     | Patras, Görögország                      | Kemény      | Anne Keothavong     | 6–3, 7–5            |
| Döntős   | 5.  | 2008. augusztus 10.  | Monterrey, Mexikó                        | Kemény      | Jaroszlava Svedova  | 4–6, 1–6            |
| Döntős   | 6.  | 2010. október 10.    | Ningbo, Kína                             | Kemény      | Alberta Brianti     | 4–6, 4–6            |
| Győztes  | 5.  | 2011. május 15.      | Prága, Csehország                        | Salak       | Petra Kvitová       | 6–3, 6–4            |
| Győztes  | 6.  | 2017. május 7.       | Gifu, Japán                              | Kemény      | Csu Lin             | 6–2, 6–3            |
| Győztes  | 7.  | 2017. május 14.      | Fukuoka, Japán                           | Carpet      | Jang Su-jeong       | 6–2, 6–3            |
| Győztes  | 8.  | 2017. június 11.     | Surbiton, Egyesült Királyság             | Fű          | Heather Watson      | 6–4, 7–5            |
| Győztes  | 9.  | 2017. június 25.     | Ilkley, Egyesült Királyság               | Fű          | Alison Van Uytvanck | 7–5, 7–6(3)         |
| Döntős   | 7.  | 2019. június 9.      | Surbiton, Egyesült Királyság             | Fű          | Alison Riske        | 6–7(5), 6–2, 6–2    |

## Eredményei Grand Slam-tornákon

### Egyéni
| Grand Slam | Australian Open | Australian Open    | Roland Garros | Roland Garros     | Wimbledon      | Wimbledon            | US Open        | US Open            |
| Év         | Eredmény        | Utolsó ellenfél    | Eredmény      | Utolsó ellenfél   | Eredmény       | Utolsó ellenfél      | Eredmény       | Utolsó ellenfél    |
| 2007       | –               | –                  | –             | –                 | Selejtező (Q1) | Selejtező (Q1)       | –              | –                  |
| 2008       | –               | –                  | 2. kör        | Gyinara Szafina   | 1. kör         | Monica Niculescu     | 3. kör         | Patty Schnyder     |
| 2009       | 1. kör          | Vera Zvonarjova    | 2. kör        | Jelena Janković   | 1. kör         | Roberta Vinci        | 3. kör         | Venus Williams     |
| 2010       | 1. kör          | Gyinara Szafina    | 2. kör        | Aljona Bondarenko | 1. kör         | Aravane Rezaï        | 1. kör         | Aravane Rezaï      |
| 2011       | 1. kör          | Kaia Kanepi        | 1. kör        | Sz Kuznyecova     | 1. kör         | V Azaranka           | 1. kör         | Lucie Šafářová     |
| 2012       | 1. kör          | Dominika Cibulková | 1. kör        | Jarmila Gajdošová | 1. kör         | Agnieszka Radwańska  | 2. kör         | Cseng Csie         |
| 2013       | 1. kör          | Garbiñe Muguruza   | 2. kör        | Sz Kuznyecova     | 1. kör         | B Záhlavová-Strýcová | 1. kör         | P Mayr-Achleitner  |
| 2014       | 2. kör          | Nara Kurumi        | 2. kör        | MT Torró Flor     | 1. kör         | Belinda Bencic       | 1. kör         | Caroline Wozniacki |
| 2015       | 2. kör          | Peng Suaj          | 2. kör        | Flavia Pennetta   | 3. kör         | Volha Havarcova      | 1. kör         | A Pavljucsenkova   |
| 2016       | 2. kör          | Lauren Davis       | 1. kör        | Serena Williams   | 1. kör         | Eugenie Bouchard     | –              | –                  |
| 2017       | –               | –                  | 2. kör        | M Duque Mariño    | Elődöntő       | Garbiñe Muguruza     | 3. kör         | Garbiñe Muguruza   |
| 2018       | 4. kör          | Caroline Wozniacki | 3. kör        | Leszja Curenko    | 1. kör         | Sorana Cîrstea       | 1. kör         | Vang Csiang        |
| 2019       | 1. kör          | Petra Kvitová      | 1. kör        | Johanna Larsson   | 2. kör         | Cori Gauff           | Selejtező (Q1) | Selejtező (Q1)     |

### Páros
| Grand Slam | Australian Open         | Australian Open                  | Roland Garros              | Roland Garros                      | Wimbledon                | Wimbledon                          | US Open                   | US Open                         |
| Év         | Eredmény Partner        | Utolsó ellenfél                  | Eredmény Partner           | Utolsó ellenfél                    | Eredmény Partner         | Utolsó ellenfél                    | Eredmény Partner          | Utolsó ellenfél                 |
| 2008       | –                       | –                                | –                          | –                                  | –                        | –                                  | 1. kör İpek Şenoğlu       | Sabine Lisicki Aravane Rezaï    |
| 2009       | 1. kör Petra Kvitová    | Morita Ajumi Martina Müller      | 1. kör Morita Ajumi        | B Mattek-Sands Nagyja Petrova      | 2. kör Yanina Wickmayer  | V Azaranka J Vesznyina             | 2. kör Gallovits-Hall E   | Jen Ce Cseng Csie               |
| 2010       | 1. kör Renata Voráčová  | Sahar Peér G Voszkobojeva        | 1. kör Csang Kaj-csen      | M Kirilenko Agnieszka Radwańska    | 2. kör K Zakopalová      | O Omonmurodova Kristina Barrois    | 3. kör Al Dulgeru         | J Vesznyina V Zvonarjova        |
| 2011       | 3. kör A Dulgheru       | Liezel Huber Nagyja Petrova      | 3. kör A Dulgheru          | Andrea Hlaváčková Lucie Hradecká   | –                        | –                                  | 1. kör A Dulgheru         | M Koritceva T Pucsak            |
| 2012       | 1. kör K Zakopalová     | Andrea Hlaváčková Lucie Hradecká | –                          | –                                  | –                        | –                                  | 2. kör Janette Husárová   | R Kops-Jones Abigail Spears     |
| 2013       | 1. kör Kirsten Flipkens | R Kops-Jones Abigail Spears      | 2. kör I-C Begu            | Varvara Lepchenko Cseng Szaj-szaj  | 2. kör Kirsten Flipkens  | Jelena Janković M Lučić-Baroni     | 2. kör Vania King         | Nagyja Petrova K Srebotnik      |
| 2014       | 2. kör Stefanie Vögele  | Daniela Hantuchová Lisa Raymond  | 3. kör Andrea Petković     | Sara Errani Roberta Vinci          | Elődöntő Andrea Petković | Babos Tímea K Mladenovic           | 1. kör Andrea Petković    | Martina Hingis Flavia Pennetta  |
| 2015       | 1. kör Andrea Petković  | Caroline Garcia K Srebotnik      | 2. kör Alexandra Dulgheru  | S Soler Espinosa MT Torró Flor     | 1. kör Andrea Petković   | A Kudrjavceva A Pavljucsenkova     | 2. kör Dominika Cibulková | Babos Tímea Kristina Mladenovic |
| 2016       | 2. kör Belinda Bencic   | A-L Grönefeld Coco Vandeweghe    | 1. kör AK Schmiedlová      | M Johansson P Parmentier           | 2. kör J Putyinceva      | Julia Görges Karolína Plíšková     | –                         | –                               |
| 2017       | –                       | –                                | –                          | –                                  | –                        | –                                  | 2. kör Jana Čepelová      | Szánija Mirza Peng Suaj         |
| 2018       | –                       | –                                | 2. kör Viktória Kužmová    | Nicole Melichar Květa Peschke      | 2. kör Petra Martić      | Andreja Klepač MJ Martínez Sánchez | 2. kör Viktória Kužmová   | A Pavljucsenkova A Sevastova    |
| 2019       | 1. kör V Kužmová        | Samantha Stosur Csang Suaj       | 2. kör Markéta Vondroušová | Ljudmila Kicsenok Jeļena Ostapenko | 1. kör Stefanie Vögele   | Tuan Jing-jing Cseng Szaj-szaj     | –                         | –                               |

## Év végi világranglista-helyezései
| Év     | 2004 | 2005 | 2006 | 2007 | 2008 | 2009 | 2010 | 2011 | 2012 | 2013 | 2014 | 2015 | 2016 | 2017 | 2018 | 2019 |
| Egyéni | 924. | 302. | 330. | 279. | 58.  | 45.  | 104. | 72.  | 62.  | 38.  | 51.  | 77.  | 154. | 20.  | 49.  | 173. |
| Páros  | –    | –    | –    | –    | 265. | 134. | 78.  | 112. | 156. | 130. | 66.  | 160. | 235. | 401. | 175. | 869. |